# Classica di Amburgo 2015
La Classica di Amburgo 2015 (ufficialmente Vattenfall Cyclassics per motivi di sponsorizzazione), ventesima edizione della corsa, valevole come ventiduesima prova dell'UCI World Tour 2015, si disputò il 23 agosto 2015 su un percorso di 221,3 chilometri, partendo da Kiel e arrivando ad Amburgo. Il percorso era prevalentemente pianeggiante, adattandosi pertanto ai velocisti come il detentore del titolo, Alexander Kristoff del Team Katusha. La vittoria andò al tedesco André Greipel, seguito dal norvegese Alexander Kristoff e dall'italiano Giacomo Nizzolo.

## Percorso
Unica gara tedesca del World Tour, per celebrare il ventesimo anniversario della corsa, gli organizzatori hanno optato per un percorso inedito, con partenza dalla nave crociera MS Stena Scandinavica nel porto di Kiel e arrivo sempre ad Amburgo. Gli ultimi chilometri all'interno della città sono rimasti uguali, con il traguardo a Mönckebergstraße.
Il percorso era in gran parte pianeggiante, atto a soddisfare così i velocisti. Tuttavia, bisognava scalare per tre volte l'ascesa Waseberg, lunga 700 m con pendenze fino al 15%, l'ultima volta a 15,5 km dal traguardo.

## Squadre partecipanti
Partecipano alla competizione 20 squadre: oltre alle 17 formazioni World Tour, gli organizzatori hanno invitato tre team con licenza Professional Continental: Cult Energy Pro Cycling, MTN-Qhubeka e Bora-Argon 18.
| N.    | Cod. | Squadra            |
| ----- | ---- | ------------------ |
| 1-8   | KAT  | Team Katusha       |
| 11-18 | TGA  | Team Giant-Alpecin |
| 21-28 | LTS  | Lotto-Soudal       |
| 31-39 | SKY  | Team Sky           |
| 41-48 | MOV  | Movistar Team      |
| 51-58 | EQS  | Etixx-Quick Step   |
| 61-68 | TCS  | Tinkoff-Saxo       |
| 71-78 | AST  | Astana Pro Team    |
| 81-88 | BMC  | BMC Racing Team    |
| 91-98 | OGE  | Orica-GreenEDGE    |

| N.      | Cod. | Squadra                 |
| ------- | ---- | ----------------------- |
| 101-108 | ALM  | AG2R La Mondiale        |
| 111-118 | LAM  | Lampre-Merida           |
| 121-128 | TFR  | Trek Factory Racing     |
| 131-138 | FDJ  | FDJ                     |
| 141-149 | TCG  | Team Cannondale-Garmin  |
| 151-158 | TLJ  | Team Lotto NL-Jumbo     |
| 161-168 | IAM  | IAM Cycling             |
| 171-178 | CLT  | Cult Energy Pro Cycling |
| 181-188 | MTN  | MTN-Qhubeka             |
| 191-198 | BOA  | Bora-Argon 18           |

## Ordine d'arrivo (Top 10)
| Pos. | Corridore          | Squadra       | Tempo    |
| ---- | ------------------ | ------------- | -------- |
| 1    | André Greipel      | Lotto-Soudal  | 4h57'05" |
| 2    | Alexander Kristoff | Katusha       | s.t.     |
| 3    | Giacomo Nizzolo    | Trek F. R.    | s.t.     |
| 4    | Tom Boonen         | Etixx-Quick S | s.t.     |
| 5    | Greg Van Avermaet  | BMC Racing    | s.t.     |
| 6    | Arnaud Démare      | FDJ           | s.t.     |
| 7    | Matti Breschel     | Tinkoff-Saxo  | s.t.     |
| 8    | Ramon Sinkeldam    | Giant-Alpecin | s.t.     |
| 9    | Niccolò Bonifazio  | Lampre-Mer.   | s.t.     |
| 10   | Rasmus Guldhammer  | Cult Energy   | s.t.     |